# Luise Danz
Luise Helene Elisabeth Danz (Walldorf, 11 december 1917 - 21 juni 2009) was een Aufseherin in diverse concentratie- en vernietigingskampen.

## Concentratiekamp
Op 1 maart 1943 begon ze aan haar drie weken durende opleiding tot Aufseherin. Vanaf 22 maart 1943 deed ze dienst in het vernietigingskamp Majdanek. Ze moest daar toezicht houden op diverse werkgroepen. Toen Majdanek in april 1944 ontruimd werd, vertrok Danz naar het kamp Płaszów. Ze verbleef hier tot september of oktober, waarna ze werd overgeplaatst naar Auschwitz. Ze hield hier toezicht op de wasserij in het Auschwitz II, oftewel Birkenau. Nadat Auschwitz in januari 1945 ontruimd werd vanwege het aanstormende Rode Leger, vertrok Danz naar een subkamp van Ravensbrück, gelegen in Malchow. Hier promoveerde ze tot Oberaufseherin. 

## Gevangenschap en processen
Na de oorlog dook Danz tijdelijk onder, maar ze werd later alsnog gevangengenomen. Ze werd tijdens het eerste Auschwitzproces berecht voor het mishandelen van vrouwelijke gevangenen en het lid zijn van een criminele organisatie. Op 22 december 1947 werd ze veroordeeld tot levenslange gevangenisstraf. Ze werd in 1956 vroegtijdig vrijgelaten. 
Na haar terugkeer in Duitsland leefde Danz een onopvallend leven, totdat ze in 1996 werd aangeklaagd vanwege het doodtrappen van een jonge vrouw in concentratiekamp Malchow. Een arts verklaarde dat de procedures de oude vrouw te veel zouden worden en alle aanklachten werden ingetrokken.